# Je me casse
Je me casse è un singolo della cantante maltese Destiny Chukunyere, pubblicato il 22 marzo 2021 su etichetta discografica Jagged House.
Il brano è stato selezionato per rappresentare Malta all'Eurovision Song Contest 2021.

## Descrizione
In seguito alla sua vittoria alla seconda edizione di X Factor Malta, Destiny Chukunyere era stata selezionata per rappresentare il suo paese all'Eurovision Song Contest 2020 con la canzone All of My Love, prima della cancellazione dell'evento. A maggio 2020 l'emittente televisiva TVM l'ha riconfermata per l'edizione eurovisiva successiva. Je me casse, il nuovo brano eurovisivo maltese, è stato l'ultimo ad essere presentato fra i trentanove partecipanti il 15 marzo 2021, ed è stato pubblicato sulle piattaforme digitali il successivo 22 marzo. Nel maggio successivo, dopo essersi qualificata dalla prima semifinale, Destiny si è esibita nella finale eurovisiva a Rotterdam, dove si è piazzata al 7º posto su 26 partecipanti con 255 punti totalizzati.

## Tracce
Testi e musiche di Amanuel Dermont, Malin Christin, Nicklas Eklund e Pete Barringer.
1. Je me casse – 2:58

## Classifiche
| Classifica (2021) | Posizione massima |
| ----------------- | ----------------- |
| Belgio (Fiandre)  | 48                |
| Grecia            | 28                |
| Irlanda           | 79                |
| Islanda           | 8                 |
| Lituania          | 17                |
| Paesi Bassi       | 36                |
| Polonia           | 52                |
| Svezia            | 31                |
| Svizzera          | 83                |